# Пор-де-Бук
Пор-де-Бук (фр. Port-de-Bouc) — коммуна на юго-востоке Франции в регионе Прованс — Альпы — Лазурный Берег, департамент Буш-дю-Рон, округ Истр, кантон Мартиг.
Площадь коммуны — 11,46 км², население — 17 529 человек (2006) с тенденцией к стабилизации: 17 112 человек (2012), плотность населения — 1493,2 чел/км².

## Население
Население коммуны в 2011 году составляло 17 211 человек, а в 2012 году — 17 112 человек.
| 1962  | 1968  | 1975  | 1982  | 1990  | 1999  | 2006  | 2011  | 2012  |
| ----- | ----- | ----- | ----- | ----- | ----- | ----- | ----- | ----- |
| 12510 | 14080 | 21424 | 20106 | 18786 | 16686 | 17529 | 17211 | 17112 |

Динамика населения:

## Экономика
В 2010 году из 10 537 человек трудоспособного возраста (от 15 до 64 лет) 6188 были экономически активными, 4349 — неактивными (показатель активности 58,7 %, в 1999 году — 61,5 %). Из 6188 активных трудоспособных жителей работали 4944 человека (2891 мужчина и 2053 женщины), 1244 числились безработными (574 мужчины и 670 женщин). Среди 4349 трудоспособных неактивных граждан 1024 были учениками либо студентами, 1043 — пенсионерами, а ещё 2282 — были неактивны в силу других причин.
На протяжении 2010 года в коммуне числилось 7017 облагаемых налогом домохозяйств, в которых проживало 16 349,0 человек. При этом медиана доходов составила 14 тысяч 677 евро на одного налогоплательщика.